# Morto per un dollaro
Morto per un dollaro (Dead for a Dollar) è un film del 2022 scritto e diretto da Walter Hill.

## Trama
Chihuahua, 1897. Il cacciatore di taglie Max Borlund viene ingaggiato per trovare Rachel Kidd, la moglie dell'imprenditore Nathan Kidd. Tutti credono che la donna sia stata rapita da Elijah Jones, un disertore afroamericano, e che sia tenuta in ostaggio in Messico. Tuttavia, le ricerche di Max lo portano a scoprire che Rachel è fuggita volontariamente dal marito violento per stare con Elijah, di cui è innamorata. Sulle tracce di Max, intanto, si è messo Joe Cribbens, un fuorilegge che il cacciatore di taglie aveva consegnato alla giustizia anni prima.

## Produzione
Le riprese principali si sono svolte a Santa Fe, nel Nuovo Messico, dall'agosto al settembre 2021.

## Promozione
Il primo trailer del film è stato pubblicato il 1º agosto 2022.

## Distribuzione
La prima del film è avvenuta il 6 settembre 2022 in occasione della 79ª Mostra internazionale d'arte cinematografica di Venezia, dove Morto per un dollaro è stato presentato fuori concorso. In Italia è stato trasmesso su Sky Cinema Due il 26 luglio 2023.

## Accoglienza
Il film ha ricevuto un'accoglienza critica contrastata. Su Close-up il critico Fabrizio Croce scrive che il film "inibisce un coinvolgimento viscerale e si fa ammirare per una maestria rasente un formalismo stilistico e una prevedibilità narrativa", mentre su Sentieri Selvaggi Pietro Masciullo lo definisce come "un western molto lucido sullo stato delle cose del cinema americano contemporaneo".